# Labeo gonius
Labeo gonius es una especie de peces de la familia de los Cyprinidae en el orden de los Cypriniformes.

## Morfología
Los machos pueden llegar alcanzar los 150 cm de longitud total y los 1360 g de peso.

## Hábitat
Es un pez de agua dulce.

## Distribución geográfica
Se encuentra en Pakistán, India, Bangladés, Birmania, Afganistán y Nepal.